# Stettiner SC 1908
Stettiner SC was een Duitse voetbalclub uit de Pommerse stad Stettin, dat tegenwoordig het Poolse Szczecin is.

## Geschiedenis
De club werd in 1908 opgericht als Athletik Sport-Club Stettin en nam in 1911 de naam Stettiner SC aan. In 1920/21 werd de club na een 5-0-overwinning tegen SV 1910 Kolberg kampioen van Pommeren en won ook de Baltische eindronde waardoor de zich plaatsten voor de eindronde om de Duitse landstitel. Daarin verloor de club met 1-2 van Berliner FC Vorwärts 90. Later diende VfB Königsberg een protest in en kreeg de Baltische titel toegewezen, maar voor de eindronde was het al te laat. De volgende seizoenen moest de club het onderspit delven voor Stettiner FC Titania in de competitie, maar in 1924 werd de club opnieuw kampioen van Pommeren. In de Baltische eindronde moest de club echter VfB Königsberg laten voorgaan.
In 1925/26 verloor de club in de Pommerse finale van Titania, maar dit jaar gaf de tweede plaats ook recht op een plaats in de Baltische eindronde. Daar werd de club tweede achter Königsberg, maar voor Titania, en plaatste zich zo voor de tweede maal voor de Duitse eindronde. Holstein Kiel verpletterde de club echter in de eerste ronde met 8-2.
Het volgende seizoen werd het scenario omgedraaid. Stettiner SC won de Pommerse finale van Titania, maar moest in de Baltische eindronde genoegen nemen met een derde plaats. De volgende seizoenen kreeg de club zware concurrentie van VfB Stettin en Preußen Stettin, die zich voor de Pommerse eindronde plaatsten.
Vanaf 1930 werd Pommeren niet meer bij de Baltische eindronde ingedeeld, maar bij die van Berlin-Brandenburg. Stettiner SC werd kampioen in 1932 maar moest in de eindronde met TeBe Berlin en Minerva Berlin het onderspit delven. Ook het volgende seizoen werd de club kampioen en kwam nu in een zware groep met Hertha BSC, Viktoria 89 Berlin en Berliner SV 92 en ook dit jaar was de club kansloos.
Het volgende seizoen werd de Gauliga ingevoerd als nieuwe hoogste klasse na de machtsovername van de NSDAP. Stettiner SC ging in de Gauliga Pommern spelen dat twee reeksen telde. De club werd groepswinnaar, maar verloor de Pommerse finale van Viktoria Stolp. Het volgende seizoen werd Stolp wel verslagen in de finale en de club mocht voor de derde keer naar de Duitse eindronde. Deze werd niet meer in bekervorm gespeeld, maar in groepsfases. In een loodzware groep met FC Schalke 04, Hannover 96 en Eimsbütteler TV had de club geen schijn van kans. Tegen Schalke verloor de club zelfs met 9-1.
De club nam deel aan de allereerste Tschammerpokal, de voorloper van de DFB Pokal, maar werd in de eerste ronde uitgeschakeld door Minerva Berlin.
In 1935/36 trok Viktoria Stolp opnieuw aan het langste eind in de Pommerse finale. Twee jaar later werden beide reeksen samengevoegd en kon de club opnieuw kampioen worden. In de eindronde won de club beide wedstrijden tegen Yorck Boyen Insterburg, maar verloor de andere wedstrijden tegen Hamburger SV en Eintracht Frankfurt en werd derde in groep A.
De volgende jaren zakte de club weg naar de middenmoot. In 1942 nam de club wel nog deel aan de Tschammerpokal, maar werd opnieuw in de eerste ronde gewipt, deze keer door LSV Pütnitz. In het laatste seizoen van de Gauliga werd de competitie na drie wedstrijden gestaakt omwille van de omstandigheden in de Tweede Wereldoorlog. Samen met Germania Stolp was de club de enige die alle seizoenen in de Gauliga Pommern speelde.
Na het einde van de oorlog werden alle Duitse voetbalclubs ontbonden, Stettin werd nu een Poolse stad en de club hield op te bestaan.

## Erelijst
Kampioen Pommeren
1921, 1924, 1927, 1932, 1933, 1938
Gauliga Pommeren
1935